# Теліцин Вадим Леонідович
Вадим Леонідович Теліцин (нар. 1966, м. Богданович Свердловської області) — доктор історичних наук, професор, провідний науковий співробітник Інституту загальної історії РАН, старший науковий співробітник Бібліотеки-фонду «Русское зарубежье», заступник головного редактора журналу «Любимая Россия».

## Життєпис
Народився у 1966 році у м. Богданович Свердловської області у сім'ї вчителів.
У 1990 році закінчив історичний факультет Уральського державного університету (Єкатеринбург).
У 1993 захистив кандидатську дисертацію.
У 2002 відбувся захист докторської дисертації на тему «Феномен крестьянского бунтарства, конец 1917 — начало 1921 гг.», Московський військовий інститут Федеральної прикордонної служби Російської Федерації
Доктор історичних наук, професор. Працював в Інституті російської історії РАН, Інституті економіки РАН. На цей час — провідний науковий співробітник Інституту загальної історії РАН.
Сфера наукових інтересів — соціально-економічна і політична історія Росії першої половини ХХ століття, з цієї проблематики опублікував кілька сотень статей.
Опублікував чотири наукових монографії з аграрної історії часів Громадянської війни та історії кооперації.
Крім наукових праць, є автором близько 30 науково-популярних книг, присвячених історії Росії та України, серед яких «Нестор Махно. Історична хроніка-роман» (М., 1998); «Григорій Распутін» (чотири видання), про маршала Говорова, дві книги про історію СМЕРШу, книга про штрафні батальйони, про історію Другої світової війни, таємниці взаємин СРСР і Німеччини в 1930-х і 1940-х рр., про радянських «добровольців», які брали участь в Громадянській війні в Іспанії і Китаї, та ін.
Кілька науково-популярних видань нагороджені преміями Інституту загальної історії Російської академії наук.

## Вибрані твори
- Нестор Махно. 1998
- «Бессмысленный и беспощадный»? Феномен крестьянского бунтарства 1917—1921 годов. 2002
- Российские спецслужбы. От Рюрика до Екатерины Второй (2005)
- Николай Тесла и тайна филадельфийского эксперимента (2009)
- В. Л. Телицын, Е. Н. Козлова. Российская кооперация. Что это было. Очерки. — Москва: Собрание, 2009. — 169 с. — ISBN 978-5-9606-0084-2
- Алексей Косыгин. «Второй» среди «первых», «первый» среди «вторых». — М.: РОССПЭН, 2022. — 552 с., илл.